# Eusphaeropeltis drescheri
Eusphaeropeltis drescheri är en skalbaggsart som beskrevs av Renaud Maurice Adrien Paulian 1942. Eusphaeropeltis drescheri ingår i släktet Eusphaeropeltis och familjen Hybosoridae. Inga underarter finns listade i Catalogue of Life.